# Brzustówek-Kolonia
Brzustówek-Kolonia (w użyciu także nazwy Brzustówek-Stara Wieś i Stara Wieś) – część wsi Brzustówek w Polsce położona w województwie łódzkim, w powiecie opoczyńskim, w gminie Opoczno.
W latach 1975–1998 Brzustówek-Kolonia administracyjnie należał do województwa piotrkowskiego.
Wierni Kościoła rzymskokatolickiego należą do parafii św. Wawrzyńca w Kunicach.